# ضحية مدني
يوجد الضحية المدني عندما يُقتل أو يُصاب مدني على يد أشخاص غير مدنيين، معظمهم من ضباط تطبيق القانون، أو أفراد عسكريين، أو قوات جماعة متمردة، أو إرهابيين. وبموجب قانون الحرب، فإنه يشير إلى المدنيين الذين يموتون أو يعانون من جروح نتيجة لأعمال الحرب. ويطبق هذا المصطلح عمومًا على المواقف؛ التي يُرتكب فيها العنف سعيًا لتحقيق أهداف سياسية. خلال فترات النزاع المسلح، هناك أسس وجهات فاعلة وعمليات على عدد من المستويات؛ التي تؤثر على احتمالية وقوع عنف ضد المدنيين.
يستخدم مصطلح "الضحايا المدنيين" أحيانًا في المواقف غير العسكرية، على سبيل المثال للتمييز بين المصابين من الشرطة والمجرمين مثل لصوص البنوك.

## أنظر أيضا
- تسجيل الضحايا
- ضحية
- معسكرات الاعتقال
- قائمة معسكرات الاعتقال
- معسكرات الاعتقال النازية
- اغتصاب في حرب